# Wolodymyr Kyssil
Wolodymyr Kyssil (ukrainisch Володимир Кисіль; * 17. April 1980 in Saporischschja) ist ein ukrainischer Handballspieler.
Der 2,00 Meter große und 103 Kilogramm schwere Kreisläufer spielte von 1998 bis 2006 bei STR Saporischschja, mit dem er 1999, 2000, 2001, 2003, 2004 und 2005 ukrainischer Meister sowie 2001 Pokalsieger wurde. Von 2006 bis 2008 lief er für den isländischen Verein UMF Stjarnan auf, mit dem er 2007 den isländischen Pokal errang. In der Saison 2008/09 war er für den mazedonischen Klub RK Vardar Skopje aktiv und wurde mazedonischer Meister. Anschließend kehrte er nach Saporischschja zurück, wo er 2010 und 2012 weitere Meisterschaften sowie 2011 einen weiteren Pokalsieg feierte. 2013 verließ er STR.
Wolodymyr Kyssil erzielte in 21 Länderspielen für die ukrainische Nationalmannschaft 26 Tore. (Stand: Dezember 2009) Er gehörte zum erweiterten Kader bei der Europameisterschaft 2010.